# 유충희
유충희(1990년 4월 26일 ~ )는 대한민국의 스타크래프트 II 프로게이머다. 종족은 저그이며, 아이디는 KingKong이다.
2009년 하반기 드래프트에서 STX SouL의 1차 지명으로 입단하였다.
2011년 5월 은퇴가 공시되었다.
이후 스타크래프트 II 프로게이머로 전향, 스타테일에서 활동하다가 Carnage eSports로 이적하였다.
2012년 11월 Carnage eSports가 해체되었고 이후 Xeria Gaming에 입단하여 2013년까지 활동했다.
2014년에 Avant Garde 소속으로 활동하다가 동년 5월 30일 Team Exile5으로 이적했다.

## 주요 기록
- 2008년 3월 제38회 스타크래프트 준프로게이머 선발전 입상
- 2013년 8월 Hong Kong Esports Tournament 준우승
- 2014년 7월 Australian Cyber League 2014 Pro Circuit: Sydney 우승